# Rajongói találkozó

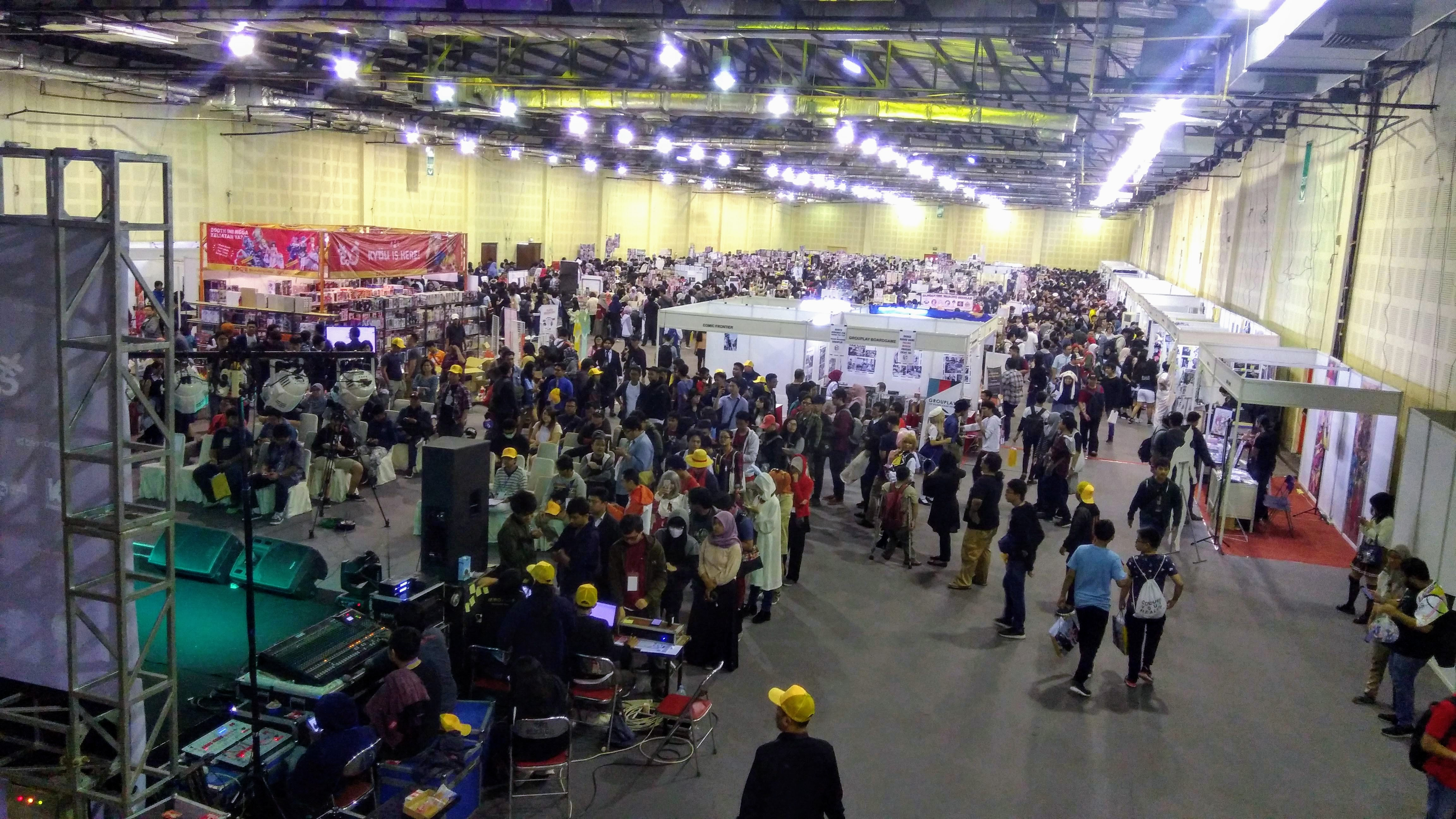
Egy indonéziai rajongói találkozó

A rajongói találkozó, angolul fan convention vagy népszerű nevén con egy-egy műsorral, filmmel, filmsorozattal, televíziós sorozattal, hírességgel vagy képregényekkel kapcsolatos rendezvény elnevezése, melynek keretében a rajongók összegyűlnek, a szervezők pedig műsorral várják a rajongókat és gyakran híres vendégeket is meghívnak, például írókat, szerkesztőket, vagy különböző filmek, sorozatok színészeit, akiktől kérdezni is lehet.

## Az Egyesült Államokban
Az Amerikai Egyesült Államokban nagy hagyománya van a rajongói találkozóknak, ezek alkalmával egyes rajongók a kedvencük kosztümjét is magukra öltik, például a Csillagok háborúja vagy a Star Trek rajongói találkozók alkalmával. Az ilyen találkozók korábban az azonos műsorért vagy hírességért rajongók egyedüli találkozási lehetősége volt, a 21. században ezt részben helyettesítette az internet, a rajongói találkozókat azonban ennek ellenére is megrendezik.
Az egyik legismertebb amerikai rajongói találkozó a Comic-Con International, ahol többek között a képregényrajongók és filmrajongók is találkoznak. A Comic-Conon minden évben a legnagyobb hollywoodi filmstúdiók illetve televíziós társaságok is részt vesznek az éppen aktuális, témába illő filmjeikkel, sorozataikkal.

## Magyarországon
Magyarországon a Hungarocon a legrégebb óta folyamatosan megrendezett convention, de meg kell említeni a Sci-Fi Nap valamint az Átjáró Nap rendezvényeket is. A hazai sci-fi klubok rendszeresen szoktak kisebb méretű conokat tartani, mint például a Magyar Star Trek Klub vagy a Magyar Csillagkapu Klub is.
2004 óta elterjedt hazánkban az AnimeCon is, ahol a japán és távol-keleti kultúra, animék és mangák rajongói gyűlnek össze.

## A művészetekben
Az amerikai rajongói találkozókat számos televíziós sorozatban és filmben is parodizálták már, például a A Simpson család-ban, de a CSI-ban is volt olyan epizód, amely egy rajongói találkozóhoz kötődött.

## Külső hivatkozások
- A Wikimédia Commons tartalmaz Rajongói találkozó témájú kategóriát.